# Barbing
Barbing település Németországban, azon belül Bajorországban. Lakosainak száma 5884 fő (2023. december 31.).

## Népesség
A település népessége az elmúlt években az alábbi módon változott:
| Lakosok száma | 416  | 1213 | 2561 | 3373 | 5176 | 5289 | 5423 | 5403 | 5680 | 5884 |
|               | 1875 | 1950 | 1975 | 1987 | 2012 | 2014 | 2016 | 2017 | 2021 | 2023 |